# Getting His Own Back (film 1914)
Getting His Own Back è un cortometraggio muto del 1914 diretto da Hay Plumb che ha come protagonista Chrissie White.

## Trama
Flossie rompe il vaso di un professore e si mette d'impegno per cercare di riparare il danno.

## Produzione
Il film fu prodotto dalla Hepworth.

## Distribuzione
Distribuito dalla Hepworth, il film - un cortometraggio di 168 metri - uscì nelle sale cinematografiche britanniche nel dicembre 1914.
Fu distrutto nel 1924 dallo stesso produttore, Cecil M. Hepworth. Fallito, in gravissime difficoltà finanziarie, Hepworth pensò in questo modo di poter almeno recuperare il nitrato d'argento della pellicola.